# Tadeusz Kondrusiewicz

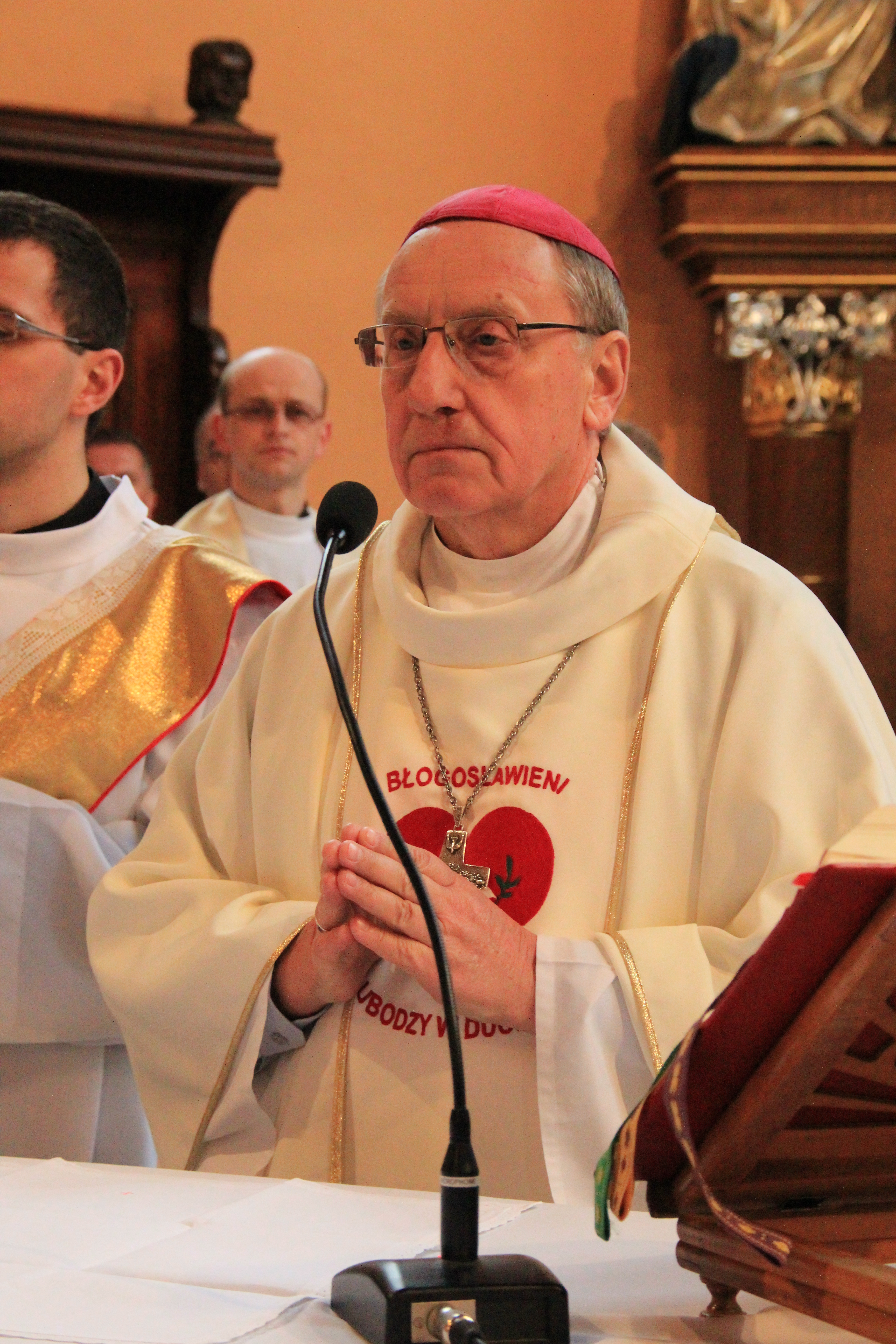
Erzbischof Tadeusz Kondrusiewicz (2014)

Wappen von Erzbischof Tadeusz Kondrusiewicz

Tadeusz Kondrusiewicz (belarussisch Тадэвуш Кандрусевіч Tadewusch Kandrusewitsch) (* 3. Januar 1946 in Adelsk bei Hrodna, Belarussische SSR) ist ein belarussischer Geistlicher und emeritierter römisch-katholischer Erzbischof von Minsk-Mahiljou.

## Leben
Kondrusiewicz besuchte die Fakultät für Physik und Mathematik des Pädagogischen Instituts in Hrodna, verließ sie aber, da seine regelmäßigen Kirchenbesuche ihm zum Vorwurf gemacht wurden. 1970 machte er seinen Abschluss (mit Auszeichnung) im Maschinenbau am Polytechnischen Institut in Leningrad. Von 1970 bis 1976 arbeitete Kondrusiewicz als Ingenieur in einer Schleifmaschinenfabrik in Vilnius. Zusammen mit Kollegen erfand er eine Hochgeschwindigkeits-Spezialschleifmaschine für das Wolga-Automobilwerk.
Nach dem Studium der Katholischen Theologie und Philosophie in Kaunas empfing Kondrusiewicz dort am 31. Mai 1981 die Priesterweihe. Von 1981 bis 1986 war er Vikar in der Kirche der Hl. Theresa sowie in der Kapelle der Barmherzigen Mutter Gottes in Vilnius. 1985 erhielt er das Lizenziat in Theologie. Von 1986 bis 1987 war er Vikar der Muttergottes-Gemeinde in Druskininkai. 1987 kehrte er nach Vilnius zurück und war dort bis Februar 1988 Vikar der Gemeinde des Heiligen Geistes. Am 13. Februar 1988 wurde er Pfarrer der Pfarrgemeinden Unserer Lieben Frau von den Engeln und St. Franz Xaver in Hrodna. Im gleichen Jahr erhielt er das Doktorat in Theologie.
Am 10. Mai 1989 ernannte ihn Papst Johannes Paul II. zum Titularbischof von Hippo Diarrhytus und zum Apostolischen Administrator des Erzbistums Minsk. Die Bischofsweihe spendete ihm Papst Johannes Paul II. am 20. Oktober desselben Jahres im Petersdom; Mitkonsekratoren waren Kurienerzbischof Edward Idris Cassidy und der Apostolische Nuntius in Polen, Francesco Colasuonno. Mit Errichtung der Apostolischen Administratur für das Europäische Russland am 13. April 1991 wurde Kondrusiewicz zu deren Apostolischen Administrator mit Sitz in Moskau ernannt. Zu diesem Zeitpunkt befand er sich zur Behandlung in einem Moskauer Krankenhaus, daher fand die offizielle Amtseinführung in der Kirche des Heiligen Ludwig erst am 28. Mai 1991 statt.
Am 11. Februar 2002 wurde die Apostolische Administratur zum Erzbistum Mutter Gottes von Moskau erhoben und Tadeusz Kondrusiewicz zu dessen erstem Erzbischof und Metropoliten ernannt. Am 21. September 2007 ernannte ihn Papst Benedikt XVI. zum Erzbischof von Minsk-Mahiljou. Die feierliche Amtseinführung (Inthronisation) fand am 21. November desselben Jahres in Minsk statt.
Von 2015 bis zu seinem Rücktritt Anfang 2021 war er Vorsitzender der Belarussischen Bischofskonferenz, zuvor bereits von 2006 bis 2015 deren stellvertretender Vorsitzender.
Als Kondrusiewicz Ende August 2020 von einer Pilgerreise zur Schwarzen Madonna von Tschenstochau nach Belarus zurückkehren wollte, wurde ihm an der Grenze die Einreise verweigert, was zu internationalen Protesten führte. Ihm wird von den Behörden unter Präsident Aljaksandr Lukaschenka vorgeworfen, die Proteste in Belarus ab 2020 zu unterstützen. Papst Franziskus sandte daraufhin Erzbischof Paul Gallagher, den vatikanischen Sekretär für die Beziehungen mit den Staaten, nach Minsk, um seine Unterstützung zu zeigen. Nach vier Monaten konnte Kondrusiewicz zu Weihnachten 2020 nach Minsk zurückkehren.
Unmittelbar danach, am 3. Januar 2021, seinem 75. Geburtstag, nahm Papst Franziskus seinen altersbedingten Rücktritt an. Gleichzeitig wurde Kazimierz Wielikosielec OP zum Apostolischen Administrator ernannt.

## Schriften
- Katholische Kirche in Russland. Geschichte und Gegenwart. In: Internationale katholische Zeitschrift Communio. Jg. 26, 1997, S. 265–278.